# Johann Christoph Hund von Saulheim

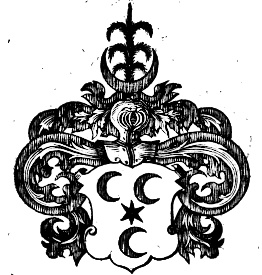
Familienwappen der Hund von Saulheim

Johann Christoph Hund von Saulheim, auch Hundt von Saulheim (* im 16. Jahrhundert; † Februar 1624) war ein deutscher Adliger, Domherr und Oberamtmann des Speyerer Fürstbischofs. 

## Herkunft und Familie
Er entstammte dem 1750 erloschenen rheinhessischen Adelsgeschlecht der Hund von Saulheim mit Stammsitz in Saulheim. Ursprünglich Ministeriale des Mainzer Erzbischofs, gehörten sie später dem Ritterkanton Oberrhein an. 
Johann Christoph Hund von Saulheim wurde geboren als Sohn des Jakob Hund von Saulheim und seiner Gattin Margareta von Hattstein, Nichte des deutschen Johanniter-Großpriors Johann von Hattstein († 1546), sowie Schwester des Speyerer Fürstbischofs Marquard von Hattstein († 1581). Der Vater Jakob Hund von Saulheim amtierte seit 1571 als bischöflicher Oberamtmann und Vogt zu Marientraut in Hanhofen.
Johann Christophs Schwester Katharina Hund von Saulheim heiratete Reinhard von Sickingen (1545–1607), den Enkel des berühmten Franz von Sickingen.

## Leben

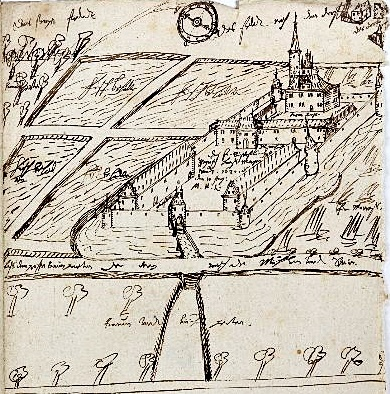
Burg Marientraut, 1630

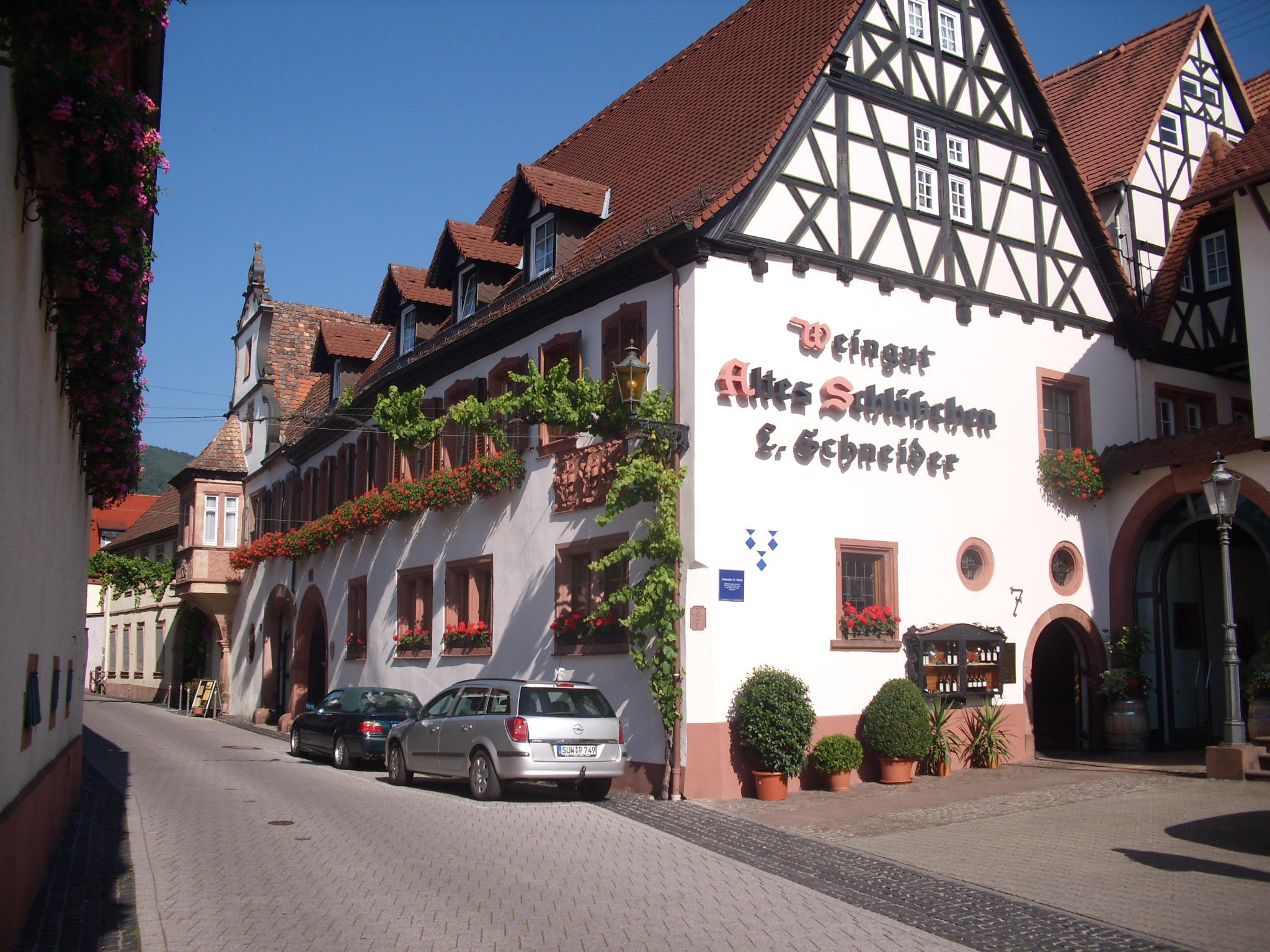
Das Alte Schlösschen in St. Martin

Johann Christoph Hund von Saulheim war zunächst Domherr in Mainz und Speyer. Zur Erhaltung des Familienstammes trat er jedoch 1581 mit päpstlicher Dispens aus dem geistlichen Stand aus und heiratete. 
Danach bekleidete er ebenfalls die Stellung eines fürstbischöflich speyerischen Oberamtmannes und Vogtes auf Burg Marientraut. Johann Christoph Hund von Saulheim vermählte sich mit Christina von Dienheim, Tochter des Peter von Dienheim und der Agatha von Reiffenberg. Ihr Vater Peter von Dienheim war der Bruder des Speyerer Fürstbischofs Eberhard von Dienheim († 1610). Nach ihrem Tod heiratete Hund von Saulheim 1605 Anna Praxedis von Partenheim, Tochter Philipps von Partenheim und seiner Gattin Maria geb. von Stockheim.
Aus der ersten Ehe entstammten u. a. der Mainzer Dompropst Adolph Hund von Saulheim († 1668) und sein Bruder, der Speyerer Domdekan Johann Reinhard Hund von Saulheim († 1630).
Johann Christoph Hund von Saulheim ließ für sich und seine Frau Christina von Dienheim einen Adelssitz in Sankt Martin (Pfalz) erbauen, das sogenannte Alte Schlösschen (heute Weingut Schneider) in der Maikammerer Straße 5–7. Dort sind mehrere ihrer Wappensteine erhalten.
1609 ist Hund von Saulheim noch urkundlich als Oberamtmann in Marientraut nachgewiesen. Am 15. August 1612 fungierte er ebenfalls in diesem Amt bei der Weihe des Speyerer Bischofs Philipp Christoph von Sötern, in der Schlosskirche Udenheim. Auch 1618 wird er noch als Marientrauter Oberamtmann genannt.  Er starb Mitte Februar 1624 und wurde am 18. Februar beigesetzt.

## Wappensteine am Alten Schlösschen St. Martin

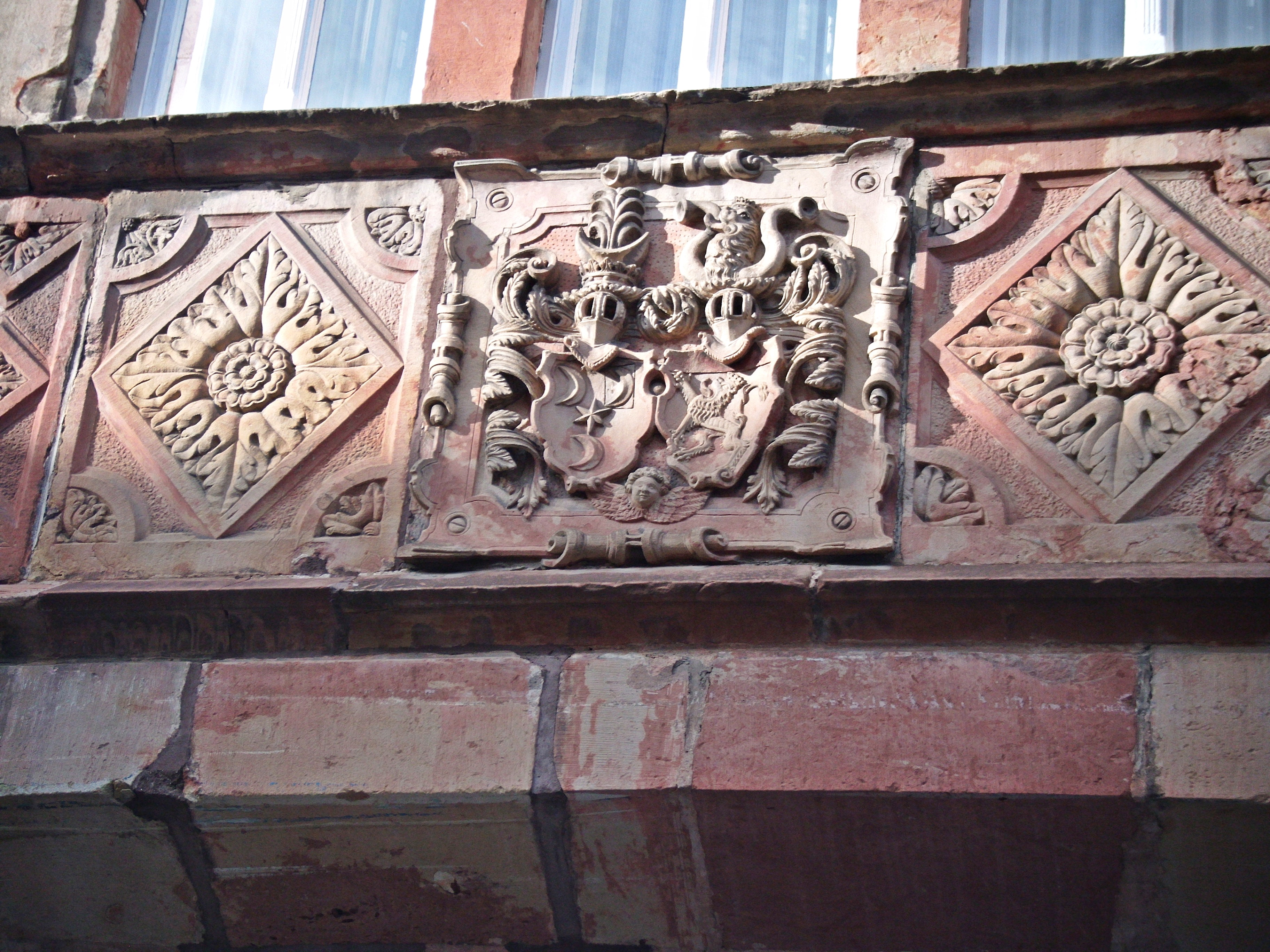
St. Martin, Altes Schlösschen, Allianzwappen Hund von Saulheim und Dienheim
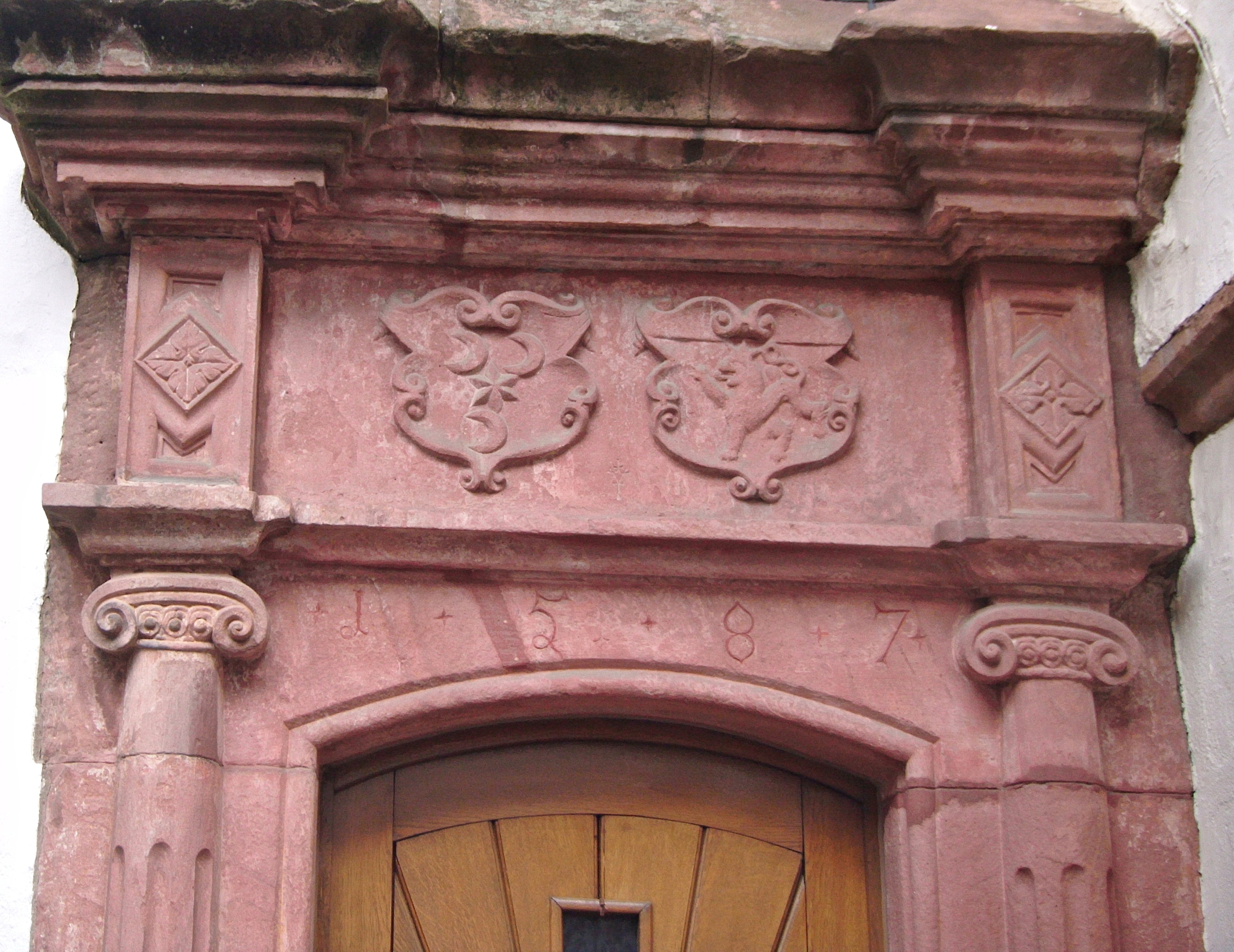
St. Martin, Altes Schlösschen, Allianzwappen Hund von Saulheim und Dienheim (1587)
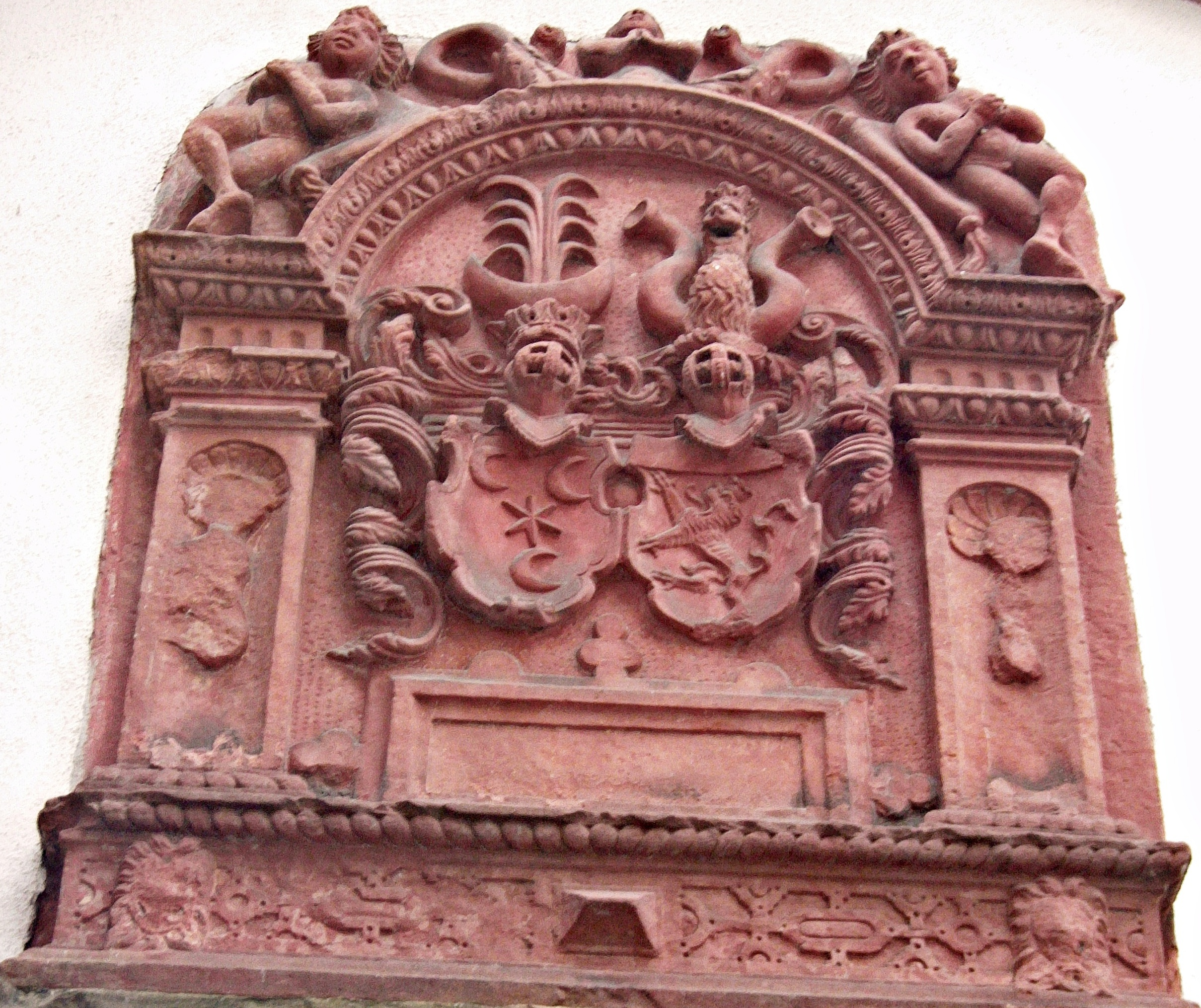
St. Martin, Altes Schlösschen, Allianzwappen Hund von Saulheim und Dienheim (1592)
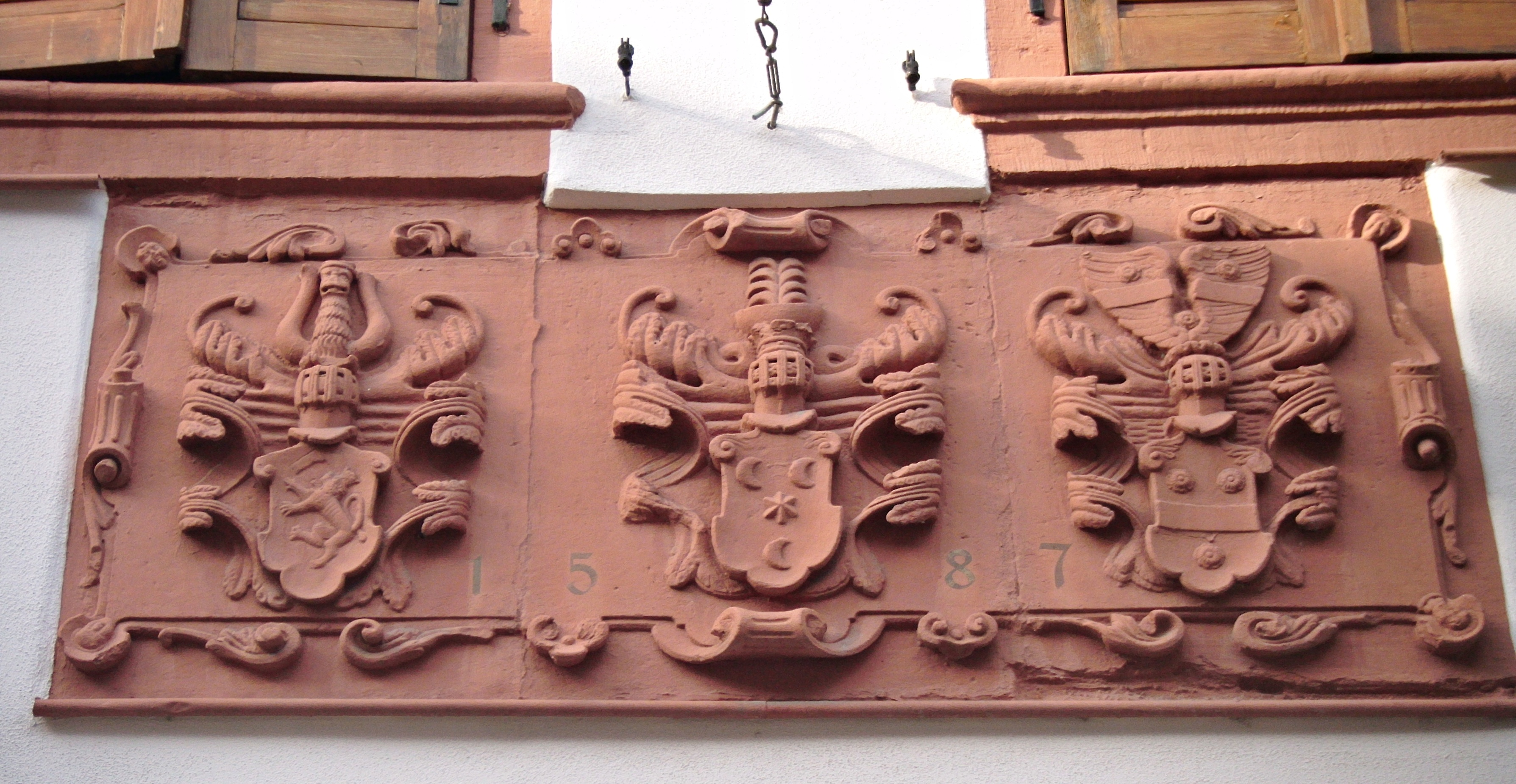
St. Martin, Altes Schlösschen, Wappenstein Hund von Saulheim und Dienheim, rechts Partenheim